# Abujas nationalmoské
Abujas nationalmoské, även känd som Nigerias nationalmoské, är nationalmoskén i Nigeria, ett land med betydande muslimsk befolkning. Moskén byggdes 1984 och är inte öppen för icke-muslimer. Huvudimam är Ustaz Musa Mohammed.
Moskén är belägen i huvudstaden Abuja och placerad på Independence Avenue, mittemot the National Christian Centre, centrum för the National Church of Nigeria, kyrkan i Nigeria.